# Autosuggestion (X-Files)
Autosuggestion (Pusher) est le 17e épisode de la saison 3 de la série télévisée X-Files. Dans cet épisode, Mulder et Scully sont confrontés à un homme qui peut implanter des suggestions dans l'esprit des gens et contrôler mentalement leurs actions.
Vince Gilligan a écrit cet épisode avec l'intention de mettre en avant un jeu du chat et de la souris entre Mulder et « le pousseur ». Les responsables de Fox ont été très réticents à l'idée de diffuser la scène de la roulette russe. L'épisode a été globalement accueilli très favorablement par la critique.

## Résumé
Dans un supermarché, l'agent du FBI Frank Burst et son équipe arrêtent Robert Patrick Modell, surnommé « le pousseur ». Alors qu'il est dans la voiture de police, Modell provoque un accident, en implantant une suggestion dans l'esprit du chauffeur qui pousse celui-ci à ne pas voir arriver un camion, et s'échappe. Burst fait appel à Mulder et Scully pour l'aider à appréhender Modell, qui est suspecté d'avoir commis plusieurs crimes maquillés en suicides. Mulder, qui soupçonne Modell d'avoir un pouvoir psychique lui permettant d'influencer mentalement les gens, remonte sa piste grâce à une petite annonce qu'il a laissé dans un magazine.
Alors qu'il est encerclé par le FBI sur un parcours de golf de Falls Church, Modell pousse un agent à s'immoler par le feu. Mulder trouve Modell juste après dans un état d'épuisement avancé et l'arrête. Lors de l'audience préliminaire, Modell pousse le juge chargé du dossier à le relâcher pour manque de preuves. En étudiant son passé, Mulder et Scully découvrent que Modell a voulu entrer au FBI mais a échoué aux tests psychologiques. Pendant ce temps, Modell pénètre au siège du FBI en se créant un passe illusoire et accède au dossier de Mulder. Surpris par Skinner, qui ne se laisse pas abuser, Modell s'échappe en poussant une employée à attaquer Skinner.
En fouillant l'appartement de Modell, Mulder et Scully trouvent des boissons énergétiques en grande quantité et des médicaments contre l'épilepsie. Mulder en déduit que Modell souffre d'une tumeur au cerveau, qui lui a donné son pouvoir, et qu'il est mourant et commet tous ces meurtres pour passer à la postérité. Modell téléphone chez lui et provoque une crise cardiaque fatale à l'agent Burst, qui cherchait à le faire parler pour localiser son appel. Mulder et Scully découvrent que la cabine d'où Modell a appelé est située près d'un hôpital et qu'il doit passer une IRM dans celui-ci.
Une équipe du SWAT investit l'hôpital, où deux nouvelles victimes de Modell sont découvertes. Malgré les avertissements de Scully, Mulder part seul à la recherche du « pousseur » et est capturé par ce dernier. Scully trouve Mulder et Modell assis à une table en train de jouer à la roulette russe. Modell force d'abord Mulder à tirer sur lui, puis à retourner l'arme contre lui, mais les deux chambres sont vides. Il le pousse ensuite à retourner l'arme contre Scully. Mulder résiste assez longtemps pour laisser à Scully le temps de déclencher une alarme incendie, ce qui brise la concentration de Modell. Mulder tire alors sur lui, le blessant grièvement. Alors que Modell est dans le coma, Mulder et Scully discutent du fait que sa tumeur était opérable mais qu'il avait refusé d'être soigné en raison du pouvoir que la tumeur lui avait donné.

## Distribution
- David Duchovny : Fox Mulder
- Gillian Anderson : Dana Scully
- Mitch Pileggi : Walter Skinner
- Robert Wisden : Robert Patrick Modell
- Vic Polizos : l'agent Frank Burst
- Steve Bacic : l'agent Collins
- Roger Cross : le lieutenant du SWAT

## Production

### Préproduction
Vince Gilligan écrit le scénario, son deuxième pour la série, avec l'intention de mettre en scène un jeu du chat et de la souris très tendu entre Mulder et Robert Patrick Modell. Il déclare à ce sujet que la seule idée qu'il avait en tête depuis le départ était de faire interagir les deux personnages autant que possible. En apportant le scénario terminé à Chris Carter, Gilligan lui dit qu'il ne fera plus jamais un meilleur travail pour la série et Carter lui répond que son équipe de scénaristes devrait toujours essayer de surpasser leur scénario précédent. Le personnage de Modell fera son retour lors de l'épisode Kitsunegari de la cinquième saison.
Plusieurs acteurs sont envisagés pour le rôle de Modell, notamment Lance Henriksen, qui sera plus tard engagé pour interpréter le personnage principal de la série Millennium, et Harvey Fierstein, mais Robert Wisden remporte le rôle grâce à son audition jugée « impressionnante ». Au sujet de l'interprétation de Wisden, le réalisateur Rob Bowman déclare que c'est un acteur « dont l'assurance est stimulante et qui apporte beaucoup d'idées personnelles. Cela m'a pris environ un jour et demi pour le faire rentrer dans le rôle et je n'ai plus jamais eu besoin de lui parler par la suite car je voyais dans son regard qu'il était déjà dans la scène ».

### Tournage
L'épisode comporte plusieurs clins d'œil à l'univers de X-Files. L'homme-douve de l'épisode L'Hôte apparait en couverture d'un magazine au début de l'épisode. Le même magazine comporte une photographie de l'accessoiriste Ken Hawryliw, alors que le magazine American Ronin compulsé par Mulder contient une photographie de l'assistante de production Danielle Faith. Quand Mulder est équipé d'une caméra, le scénario prévoyait qu'il demande s'il recevrait Discovery Channel, mais David Duchovny, conscient de l'intérêt de son personnage pour la pornographie, change sa ligne de dialogue pour la remplacer par Playboy TV.
Mitch Pileggi est déçu que son personnage soit battu dans cet épisode, car cela s'est déjà produit plusieurs fois dans la série et il se sent « un peu mal à l'aise pour son personnage », un sentiment qu'il pense être partagé par les fans de la série. Dave Grohl, chanteur et guitariste du groupe Foo Fighters et ancien batteur de Nirvana, fait un caméo dans l'épisode. Il apparait, en compagnie de Jennifer Youngblood qui est alors sa femme, durant la scène où Modell pénètre au siège du FBI. Grohl, qui est un passionné d'ufologie, qualifie en plaisantant cette scène de ses « débuts d'acteur ».
Le climax de l'épisode, une scène de roulette russe entre Mulder et Modell, est accueilli avec réticence par les responsables de Fox. Le département de la chaîne chargé de veiller aux implications morales et légales des programmes estime qu'il n'est pas approprié de diffuser la scène car cela serait la première fois qu'une scène de roulette russe apparaitrait dans une série télévisée. Ils avancent par ailleurs qu'elle est susceptible d'avoir une influence néfaste sur les jeunes enfants. Après des négociations serrées, la scène est diffusée en subissant seulement de légères coupures au montage.

## Accueil

### Audiences
Lors de sa première diffusion aux États-Unis, l'épisode réalise un score de 10,8 sur l'échelle de Nielsen, avec 18 % de parts de marché, et est regardé par 16,2 millions de téléspectateurs.

### Accueil critique
L'épisode a reçu dans l'ensemble des critiques très positives. Pour le site IGN, qui le classe à la 4e place des meilleurs épisodes standalone de la série, l'épisode est « empli de scènes mémorables et terrifiantes » et met en avant « le lien émotionnel » qui unit Mulder et Scully. Erin McCann, du Guardian, le classe parmi les 13 meilleurs épisodes de la série, reprenant l'idée que, malgré sa mythologie, la série prouve avec cet épisode que « le mal est banal, à portée de main, et fait partie de notre quotidien ». Le site The A.V. Club le classe parmi les 10 meilleurs épisodes de la série, Zack Handlen lui donnant la note de A-, et évoquant un épisode « astucieux, bien rythmé et palpitant » à l'intrigue « étonnamment simple » qui repose sur son « formidable méchant » et l'utilisation à bon escient de ses capacités. Dans son livre, Tom Kessenich classe l'épisode à la 3e place des meilleurs épisodes de la série.
Paula Vitaris, de Cinefantastique, lui donne la note de 4/4, estimant que cet épisode au « suspense haletant » a sa place parmi les meilleurs de la série. Dans leur livre sur la série, Robert Shearman et Lars Pearson lui donnent la note de 5/5, le qualifiant de « triomphe » et mettant particulièrement en avant le scénario « brillant » de Vince Gilligan et l'interprétation de Robert Wisden illustrant l'idée que « le mal est quelque chose d'ordinaire, propre à l'homme et quelque peu pathétique ». Le site Le Monde des Avengers salue la « superbe intrigue impeccablement mise en scène », le suspense « haletant » « jusqu'à un duel final à couper le souffle », ainsi que la « prestation époustouflante de Robert Wisden ».
Pour le magazine Entertainment Weekly, qui lui donne la note de B+, le face-à-face mental final entre Mulder et Modell rachète « les écarts de logique » de l'épisode.
Le personnage de Robert Patrick Modell est souvent cité parmi les « monstres de la semaine » les plus marquants de la série. Katie King, du webzine Paste, le classe à la 1re place des meilleurs monstres de la série pour « son sadisme tranquille et son absolue créativité ». Louis Peitzman, du site Buzzfeed, le classe à la 4e place des monstres les plus effrayants de la série. Pour Connie Ogle, de PopMatters, il figure parmi les monstres les plus mémorables de la série.

## Commentaire
Le personnage de Modell revient dans l'épisode Kitsunegari de la saison 5.